# Klučovská hora
Klučovská hora är ett berg i Tjeckien.   Det ligger i regionen Vysočina, i den centrala delen av landet, 150 km sydost om huvudstaden Prag. Toppen på Klučovská hora är 595 meter över havet, eller 80 meter över den omgivande terrängen. Bredden vid basen är 6,0 km.
Terrängen runt Klučovská hora är huvudsakligen platt.Runt Klučovská hora är det ganska tätbefolkat, med 56 invånare per kvadratkilometer. Närmaste större samhälle är Třebíč, 5,9 km nordväst om Klučovská hora. Trakten runt Klučovská hora består till största delen av jordbruksmark.